# Basmili
I Basmili (Basmyl, Basmal, Basmil, Basmïl, 拔悉密T, BáxīmìP) erano una tribù nomade del VII-VIII secolo che abitava principalmente nella regione della Zungaria nel nord-ovest della Cina moderna.
I Basmili possono essere antenati degli Argyn del Medio Juz del Kazakistan moderno.
I Basmili giocarono un ruolo di primo piano nel Khaganato turco del VI secolo, e un tempo furono la tribù dinastica che guidò il Khaganato. Successivamente si unirono alle tribù qarluq e yagma e crearono lo stato karakhanide. I Basmili furono i primi ad usare il termine idyk-kut, che sostituì i khagan nei titoli dei sovrani uiguri di Turfan. La seconda componente kut / qut nel titolo si trova spesso nell'antica onomastica e titolazione turca e ha il significato lessicale "grazia del cielo" o "benedizione".
Nell'anno 720 d.C., si riporta che il clan dinastico basmal era concentrato a Beitin (probabilmente Bei Tun), vicino a Gucheng (Qitai), nella catena del Bogda Shan, e che erano Turchi Ashina (突厥T, Tu-jueP).
Mahmud da Kashgar, uno storico dell'XI secolo, elenca i Basmili come una delle dieci tribù turche di spicco ed enumera le posizioni delle entità statuali turche dai confini dell'Impero romano d'Oriente ai confini della Cina nella seguente sequenza: i. Bechen (Badjinak, da cui la loro designazione greca Patzinakae); ii. Kyfchaki (Kipchaki, in realtà Cumani che allora vagavano nella steppa russa e nella moderna Ucraina); iii. Oghuz (parenti linguistici dei Turchi della Turchia e dell'Azerbaigian, allora ancora a nord dell'Aral, e tra l'Aral e il Mar Caspio); iv. Yemeki (Kimeki allora nelle vicinanze di Astrachan'); v. Bashgyrt (Baschiri, nella moderna Baschiria); vi. Basmili; vii. Kayi; viii. Yabaku; ix. Tatari; x. Kirghisi (parenti linguistici anche dei moderni Kazaki e Kirghisi). Kashgari notò anche che le tribù kayi, yabaku, tatare e basmile sono tutte bilingue, parlando turco insieme alle proprie lingue, mentre altri popoli tra cui i Kirghisi, i Kyfchaki e gli Oghuz hanno le proprie lingue turche, che sono legate alle lingue degli Yemeki e dei Baschiri.
I Basmili sembrano essere gli "Argoni" menzionati da Marco Polo in un paese chiamato "Tenduc" (attorno a Kuku-Khotan, o la moderna Hohhot), durante il XIII secolo. Polo riferì che questa tribù era "nata da due razze diverse: vale a dire, dalla razza degli idolatri di Tenduc e... degli adoratori di Maometto. Sono uomini più belli degli altri nativi del paese, e avendo più capacità, arrivano ad avere autorità e sono anche mercanti di capitali".

## Storia

### Periodo del Khaganato
Fin dal loro inizio nel 552, i Basmili furono membri del primo Khaganato turco. Quando questo si divise in Kaghanato orientale e occidentale nel 604, i Basmili si trovarono nel Kaghanato turco occidentale, dominato dai Turchi dell'est. A seguito delle riforme amministrative statali a favore della parte orientale del Khaganato, i Basmili persero la loro posizione di primato insieme alle tribù dei Qarluq, degli Yagma, dei Kipchaki e dei discendenti degli Unni, i Chuyue, i Chumi e gli Shatuo. Nel 641 le tribù scontenti, inclusi i Basmili della Zungaria, si unirono a una rivolta del pretendente al trono Yugu-Ukuk. L'impero cinese Tang usò il tumulto nel Khaganato turco occidentale per diventare la potenza regionale dominante, e nel 649, a seguito delle sconfitte militari, Bukhara e i Basmili si sottomisero ai sovrani Tang.

### Periodo del vassallaggio cinese
Il periodo dal 649 al 703 è il meglio documentato nella storia dei Basmili a causa dell'esistenza di registrazioni annalistiche cinesi. Questo fu anche un periodo di prosperità; il vassallaggio non impose alcun obbligo e furono invece concessi lussi cinesi forniti come doni, finché gli imperatori Tang non si sentirono abbastanza sicuri da introdurre la propria burocrazia per soppiantare il dominio della tradizionale nobiltà turca. Secondo l'antica legge di successione dei Turchi, un fratello succedeva a un fratello, e un nipote succedeva a suo zio in un processo di successione laterale. I Cinesi pensavano che un'idea del genere fosse assurda e la ignorarono nei loro atti, causando ulteriori problemi in aggiunta al risentimento esistente nei confronti dell'avida burocrazia. Questo periodo di 52 anni di calma relativa si concluse con l'ascesa del restaurato Khaganato turco orientale e la sua riconquista della Zungaria e dei Basmili zungariani di Kutlug e Kul Tigin.

### Periodo turco-turgesh
Poiché le forze cinesi Tang nei "Territori occidentali" erano trascurabili, per resistere alla restaurazione del Khaganato turco, il governo Tang dovette aderire all'ascesa dei Turgesh, una nazione discendente da Abars e Mukri, sotto la guida di un Uchjile. In effetti, il territorio conquistato dai Tang per il 659 era diviso tra i Cinesi, il Khaganato turco e i Türgesh, un popolo che non apparteneva al gruppo dei Tiele, dei Chuy o dei Türkut, ma è noto per la prima volta come una delle cinque tribù Dulu. I Türgesh contavano 5-700.000 unità, e sebbene questo rappresentasse un grande stato per l'epoca, erano sotto la pressione degli Arabi da sud. Data la complessità della situazione, la diplomazia Tang riuscì ad attirare i Basmili in un'alleanza anti-turca che comprendeva già i Kitai, i Tatabi e un esercito di spedizione Tang di 300.000 uomini. Ciò coinvolse i Basmili in uno degli eventi più eccitanti del secolo e conferì loro un posto nelle più celebrate composizioni turche dell'VIII secolo.
In base a un piano irrealistico concepito nel 720 a Chang'an (Cina) contro il Khaganato turco, i Kitai e i Tatabi, e i Basmili sud-occidentali della Zungaria dovevano convergere simultaneamente sulla corte di Bilge Khagan da direzioni diverse. Anche i Kirghisi dello Enisej premevano da nord e i Türgesh da ovest. Il cancelliere di Bilge Khagan, Tonyukuk, sviluppò un contro-piano, che implicava affrontare i nemici uno alla volta, e l'uso dell'audacia e della velocità per compensare la loro mancanza di forze. All'inizio della guerra successiva, i Basmili furono i primi alleati ad arruolarsi nell'orda antiturca, ma non riuscirono a trovare altre forze della coalizione tornate indietro. I Turchi di Tonyukuk li lasciarono soli e in seguito a una marcia forzata giunsero a Bishbalyk (cinese Beitin), che presero con un attacco a sorpresa. Quando gli uomini e i cavalli esausti dei Basmili raggiunsero Bishbalyk, invece del riposo e delle provviste trovarono un nemico in attesa. Circondati dalle mura della fortezza, i Basmili si arresero e l'intera campagna andò a rotoli. La guerra fu immortalata nelle iscrizioni dell'Orkhon sui monumenti di Bilge Khagan e Tonyukuk.
Un'altra iscrizione sullo stesso monumento ha una visione completamente diversa dell'operazione di Bishbalyk. Probabilmente scritta da un basmilo che si riposava dietro le mura della fortezza di Bishbalyk che in seguito sarebbe stata probabilmente presa in un'imboscata e catturata, questa iscrizione ha un duplice interesse come documento storico e monumento culturale. È il primo poema turco ad essere scritto con ritmo e rima, con ritmo sillabico di 4, 5 e 8 sillabe in tre versi che formano una stanza, dove i versi di otto sillabe hanno suoni di rima centrale come due versi di un tetrametro. Il basmilo sconfitto scolpì la sua composizione sulla roccia: "Nell'Anno della Scimmia, nel nono mese, siamo andati segretamente a Bishbalyk: un eroe felice è in difficoltà, il suo esercito in un'imboscata. Che quest'uomo sia felice lì!"

### Secondo Khaganato turco
Un periodo turbolento nella storia del Secondo Khaganato turco iniziò nel 740. Durante il regno di Tengri Qahan, la figlia di Tonyukuk e regina madre Po Beg, era riuscita a consolidare il potere nelle sue mani. Affidò poi il potere a un favorito, un umile tarkhan, causando scontento nella nobiltà superiore. Lo shad orientale Pan-kül attaccò la corte, uccise Tengri Qahan e intronizzò un figlio del defunto. Ma Kut Yabgu (cinese Gudu), rivale di Pan-kül, uccise il nuovo khagan dopo averlo sostituito con suo fratello, poi nel 741 Kut uccise il suo protetto e usurpò il trono.
Nel 742 gli Uiguri, i Basmli e i Qarluq e i Karluk si ribellarono simultaneamente, attaccando e uccidendo l'usurpatore e creando rapidamente il loro stato. Il capo dei Basmili divenne il khan supremo, il capo degli Uiguri uno yagbu orientale, e l'elteber dei Qarluq divenne uno yabgu occidentale. I nobili turchi in guerra presero atto e scelsero il figlio di Pan-kül come khagan con il titolo di Özmiş Khagan. Questi eventi furono registrati nell'iscrizione della "pietra del Selenga", che immortalò le gesta del khan uiguto Moyanchur (Bayanchur).
La corte Tang offrì asilo ad Özmiş Khagan dopo di che mandò suo figlio in Cina con cinquemila carri coperti che contenevano famiglie e fuggì dalla sua orda. Nel 744 i Basmili uccisero Özmiş Khagan e mandarono la sua testa a Chang'an. Suo fratello Baimei-khan Kulun-beg fu messo al trono al suo posto, ma la maggior parte dei nobili turchi si unì all'elezione del capo dei Basmili Elterish (cinese Sede Ishi) come supremo Khagan. Gli alleati presto si divisero; il capo uiguro Peilo attaccò e sconfisse i Basmyili il cui capo Elterish-kagan fu decapitato e la sua testa fu mandata a Chan'gan con l'offerta di riconoscere Peilo con il titolo Kutlug-Bilge Kül-khan. I Basmili, sotto la pressione dei Qarluq, si unirono agli Uiguri.

### Periodo uiguro
La dominazione dei Turchi Kipchaki sugli Uiguri durò per i 50 anni dal 688 al 741. Il capo degli Uiguri ricevette il titolo di shad da suo padre e nel 742 consolidò il suo popolo nelle Toquz Oghuz o Nove Tribù. A differenza degli Turchi Ashina, gli Uiguri delle Tokuz Oghuz erano una tribù importante ma non dominante. Dopo aver represso i Basmili e i Qarluq, gli Uiguri li accettarono come pari.
Le iscrizioni sulla "pietra del Selenga" sono una fonte principale per la cronaca di eventi intorno al 750. Nel 753, gli Uiguri continuarono la loro lotta violenta contro i Basmili e i Qarluq. La guerra finì nel 755 con gli uiguri che soggiogarono le rotte orientali dei Qarluq che si estendevano fino ai Monti Saur e Tarbagatai.
La confederazione tribale uigura consisteva in una tribù dominante del Tokuz Oghuz, che includeva i Basmili e i Qarluq orientali, sei tribù Tele di Buguhun, Baiyrku, Tongra, Syge e Kibi, considerate legalmente uguali, e diverse tribù soggiogate che rendevano omaggio alla famiglia Yaglakar del khan del Tokuz Oghuz. La tribù del Tokuz Oghuz si trovava in una posizione privilegiata non solo rispetto all'unione tribale, ma anche nei confronti dei Basmili e dei Qarluq, che in battaglia venivano sempre "mandati davanti", perché erano meno valorizzati e protetti.
In Zungaria, i Basmili vivevano accanto ai Qarluq e ai Baiyrku, che apparentemente erano una delle numerose tribù che nel 747 combatterono contro gli Uiguri a fianco dei Basmili. Altri vicini a est dei Türgesh erano gli Ograk, una delle tribù aborigene della Zungaria, ancora noti nel I secolo a.C. come Uge. Una comunità di Yduk-kas ("Popolo Santo", un riferimento a una comunità cristiana), è menzionata come Uch-Yduk ("Tre Yduk") nelle iscrizioni dell'Orkhon e risiedeva anch'essa nel territorio dei Basmili.
I Basmili rimasero all'interno del Khaganato uiguro, così chiamato dopo che gli Uiguri conquistarono la guida del Khaganato turco nel 752, fino alla sua scomparsa per mano dei Kirghisi dello Enisej nell'840.

## Religione
Vi è una controversia sulla diffusione e il declino del cristianesimo nestoriano in Asia centrale. Vescovi sono stati segnalati a Merv ed Herat dal V secolo in poi. Commercianti cristiani ed ebrei erano attivi all'epoca nel commercio tra la Cina e la Provenza. Mentre le dottrine ideologiche e politiche del Khaganato turco non tolleravano le religioni straniere e la diffusione del cristianesimo nel Kaganato era limitata, alcuni Turchi Zungari, strettamente legati alle strade carovaniere e alle città commerciali, assorbirono queste idee.
La caduta del Khaganato stimolò successi per il proselitismo cristiano. Secondo quanto riferito, i Basmili adottarono il cristianesimo dopo aver assorbito i frammenti del Khaganato. Alcuni Qarluq e Uiguri apparentemente adottarono anche il cristianesimo.
Quando nel 752 divampò una nuova guerra tra gli Uiguri e i Türghesh, la coalizione anti-uigura riunì Basmili, Türgesh e difensori della "trinità".
Verso il XIII secolo, tuttavia, Marco Polo alludeva solo alla presenza di "idolatria" e dell'Islam nel territorio degli "Argoni".

## Storia moderna
Secondo Zsolt András Biró (un sostenitore del turanismo ungherese): come i Magiari, i Madiari sono stati collegati geneticamente ai popoli del Caucaso, agli Iraniani moderni e ai vicini Argyn: l'86,7% di 45 campioni di Y-DNA apparteneva all'aplogruppo G. Il più grande problema con l'attenzione di Biró sull'aplogruppo G è che è considerato molto raro in Ungheria (circa il 3%). Tuttavia ha un rapporto molto più alto nell'Europa meridionale come l'Italia, e nell'Europa occidentale come la Francia, ma anche le popolazioni della Germania meridionale hanno un rapporto più elevato dell'aplogruppo G rispetto alla popolazione ungherese. I maschi argyn attuali sono collegati geneticamente in modo più stretto alla popolazione ungherese piuttosto che ai loro vicini geografici: ad esempio, si è trovato che cinque individui su un campione di sei maschi argyn appartengono all'aplogruppo G1.
Nei tempi moderni, la tribù Argyn è stata uno dei principali costituenti della sub-confederazione del Medio Juz in Kazakistan ed è considerata parte integrante del popolo kazako.
Il legame tra Basmili e Argyn è rafforzato dalla descrizione di Marco Polo del paese che chiamò Tanduc. Polo ha riferito che la tribù prevalente del paese era un popolo cristiano chiamato "Argon". Una localizzazione simile è data per i Basmili nel testo del primo Medioevo Tszychji tuntszyan: a Beitin, sulla catena dei Bogdoshan nella zona di Guchen.